# Rhum Express (roman)
Pour les articles homonymes, voir Rhum Express.
The Rum Diary (Rhum Express) est le deuxième roman de Hunter S. Thompson. Il fut rédigé au début des années 60, puis oublié dans un fond de tiroir, il fut retrouvé en 1997 par l'acteur Johnny Depp qui séjournait chez Hunter S. Thompson pour la préparation du film Las Vegas Parano. Rhum Express sera finalement publié chez Simon & Schuster en 1998, puis adapté au cinéma en 2011.
Rhum Express, préfigure déjà le journalisme gonzo, qui deviendra la marque de fabrique d'Hunter S. Thompson. Narré à la première personne par le protagoniste, (avatar d'Hunter S. Thompson) un journaliste du nom de Paul Kemp raconte son arrivée à Porto Rico, où il vient de se faire embaucher par le San Juan Daily News. Dans un San Juan des années 50 où touristes débraillés et investisseurs corrompus sont de plus en plus nombreux, Paul Kemp, entraîné par ses extravagants collègues, est mêlé à de sordides méfaits. En parallèle, le narrateur nous confronte à sa peur de l'échec professionnel ainsi qu'à ses questionnements moraux.
Hunter S. Thompson s'est inspiré de son séjour à Porto Rico, où il a travaillé comme reporter en 1960 pour le compte de l'éphémère journal sportif El Sportivo. S'étant rapproché de ses collègues expatriés du San Juan Star, il fut en mesure de s'inspirer de leur société pour imaginer la trame et les personnages du roman.

## Adaptation cinématographique
Une adaptation cinématographique du roman, dirigée par Bruce Robinson qui a également écrit le scénario, est sortie en salles le 30 novembre 2011 en France. Johnny Depp y incarne Paul Kemp aux côtés d'Aaron Eckhart, Michael Rispoli, Richard Jenkins, Giovanni Ribisi et de la jeune actrice Amber Heard.